# Челендж

Челендж «Підкидання пляшечки»

Челендж (англ. challenge) — жанр інтернет-роликів, в яких блогер виконує завдання на відеокамеру і розміщує його в мережі, а потім пропонує повторити завдання своєму знайомому або необмеженому колу користувачів. Саме слово челендж зазвичай перекладається як «виклик» у контексті словосполучення «кинути виклик». Інші значення — «змагання» і / або «суперечка», а іноді — «складна перешкода» або «завдання, яке потребує виконання».

## Причини виникнення і популярності челенджу

### Челендж у світлі теорії Річарда Докінза про меми
З іншої точки зору підійшли до аналізу одного з челенджів — Ice Bucket Challenge (з англ. — «випробування відром крижаної води»), автори статті «Вірусні ice buckets: меметичний погляд на поширення ALS Ice Bucket Challenge». Вони стверджують, що цей челендж може вважатися мемом: він зберігається в репрезентативній формі, яка може бути пов'язана з іншими уявленнями, може передаватися іншим особам і містить набір інструкцій для дій прийняв виклик. Автори припустили, що меми можуть об'єднуватися в комплекси. Часто важко провести чіткі межі між мемом і комплексом мемів. Мем IDC є «мультимодальною одиницею… (далі розкладається на субодиниці)» і являє собою набір правил чи інструкцій, включаючи: а) згадування людини, якій адресовано завдання, б) відповідь на виклик протягом 24 годин, в) пожертвування Асоціації ALS (або іншої благодійної організації), г) обливання крижаною водою, д) запис відео з виконанням завдання, е) призначення трьох інших осіб для участі в конкурсі протягом наступних 24 годин, ж) розміщення відео з включенням одного з пов'язаних хештегів на YouTube. Автори роблять висновок, що обливання крижаною водою і розміщення відео цієї дії в інтернеті — не вроджена діяльність, а складна поведінка, набута в результаті наслідування.
Британські автори колективної роботи в престижному журналі «Соціологія», що видається Британською соціологічною асоціацією також відштовхуються від уявлень Річарда Докінза, що розглядав мем як культурну аналогію гена. Якщо гени розмножуються у спадок, то меми розмножуються наслідуванням. Незважаючи на видимість, що меми з'явилися з цифровою культурою, мем є фундаментальною рисою суспільного життя. Наприклад, меми відіграють значну роль у традиційних фольклорних практиках. Автори вважають помилкою сприймати онлайн-меми як прості повторення традиційних. На їхню думку, цифрова культура розмиває межу між виробниками і споживачами культури, що веде до більш відкритого, демократичного медіа-середовища.
Ряд вчених відрізняють меми від вірусних медіа. На їхню думку, меми є артефактами цифрової культури, засновані на прямій участі. Вірусні ЗМі прагнуть досягти короткочасної, але глобальної популярності. Вони поширюються швидко, але мають суттєві обмеження для модифікації, вимагають лише повторення. Інтернет-меми, як правило, вимагають більш динамічної взаємодії. Вони характеризуються постійною і навмисної модифікацією, що включає пародію і доопрацювання. Тому вони більш повно виражають культуру участі, ніж вірусні медіа. Автори статті в «Соціологія» відзначали, що в останні роки виникла гібридна форма цифрової культури, яка об'єднує безпосередність вірусу з процесом інновацій і змін, що зазвичай спостерігаються в мемах. Попередником цього феномену в 2013 році став інтернет-мем Harlem Shake (вступні 14-15 секунд танцює одна людина в шоломі або масці, а інші люди в кадрі зайняті своїми справами, потім всі діючі особи танцюють, або приймаю незвичайні пози або роблять еротичні рухи, загальна тривалість ролика — до 31 секунди). До класичного типу автори відносили Neknomination (учасник випиває пінту алкогольного напою, зазвичай пива, знімає процес на відео і завантажує його в інтернет або в соціальну мережу, частіше Facebook, при цьому він вимагає від двох-трьох чоловік повторити його дії), зазначивши, що в цьому челенджі додався прямий виклик повторити дії, відсутній в Harlem Shake. В середині лютого 2014 року The Daily Mail відзначала вже третю смерть учасника челендж Neknomination. Автори статті відзначали, що поширення мема йшло по двох лініях: одна акцентувала незвичайні місця, де здійснювалася акція, інша — незвичайність напою, який поглинали учасники.
Другий, на думку авторів статті в «Соціології», представник нової групи челенджів Ice Bucket Challenge стартував приблизно через шість місяців після Neknomination і досяг надзвичайно широкого кола учасників. IBC вперше з'явився в 2013 році з метою збору благодійних внесків. Виклик полягав у тому, щоб перекинути на себе відро крижаної води протягом 24 годин у поєднанні з або замість благодійного пожертвування на лікування важкого захворювання. IBC швидко отримав власне життя і став просто веселим заняттям. В IBC брав участь кожна шоста людина у Великій Британії, але тільки 10 % зробили пожертву. Автори статті в журналі «Соціологія» запропонували називати цю групу челенджів «мемами вірусного зараження» (VCM). Учасники прагнуть до популярності, об'єднані темою-викликом і здійснюють її творчу інтерпретацію. Третій челендж цієї групи — SmearForSmear (слід нафарбувати губи яскравою помадою і злегка її розмазати, після чого опублікувати селфі в соцмережі з відповідним тегом, челендж повинен нагадати жінкам про необхідність систематичних обстежень, що дозволяють діагностувати і вилікувати на ранній стадії рак шийки матки).
Автори відзначали, що другий за поширеністю серед причин відмови від участі у челенджі типу VCM (після об'єктивних факторів, таких як хвороба і зайнятість) була нездатність придумати щось досить цікаве або оригінальне. Деякі челенджі перетворювалися в короткометражні фільми з сюжетом, персонажами і жартами. Окремі ролики виходили за рамки найсміливіших очікувань. Так один з учасників Neknomination зняв свій ролик в лісі і використовував для пиття суміш власної сечі, сарани, плода миші, фруктів, деревної смоли, вина й рому.

## Особливості челенджу

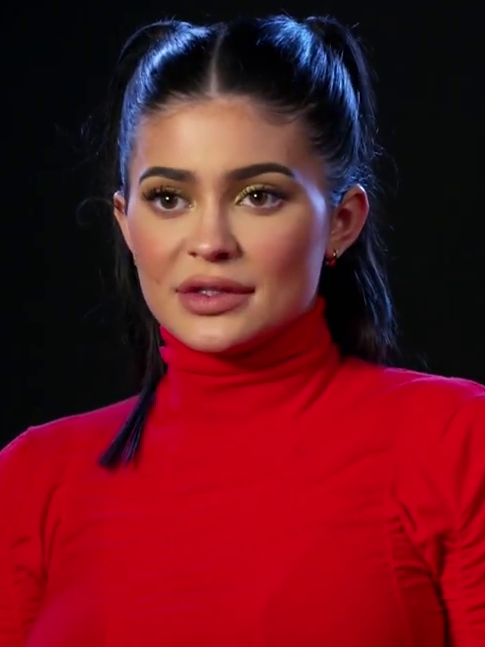
Кайлі Дженнер: щоб на короткий час перевершити цю телезірку у величині губ, учасники челенджу вдаються до небезпечних процедур

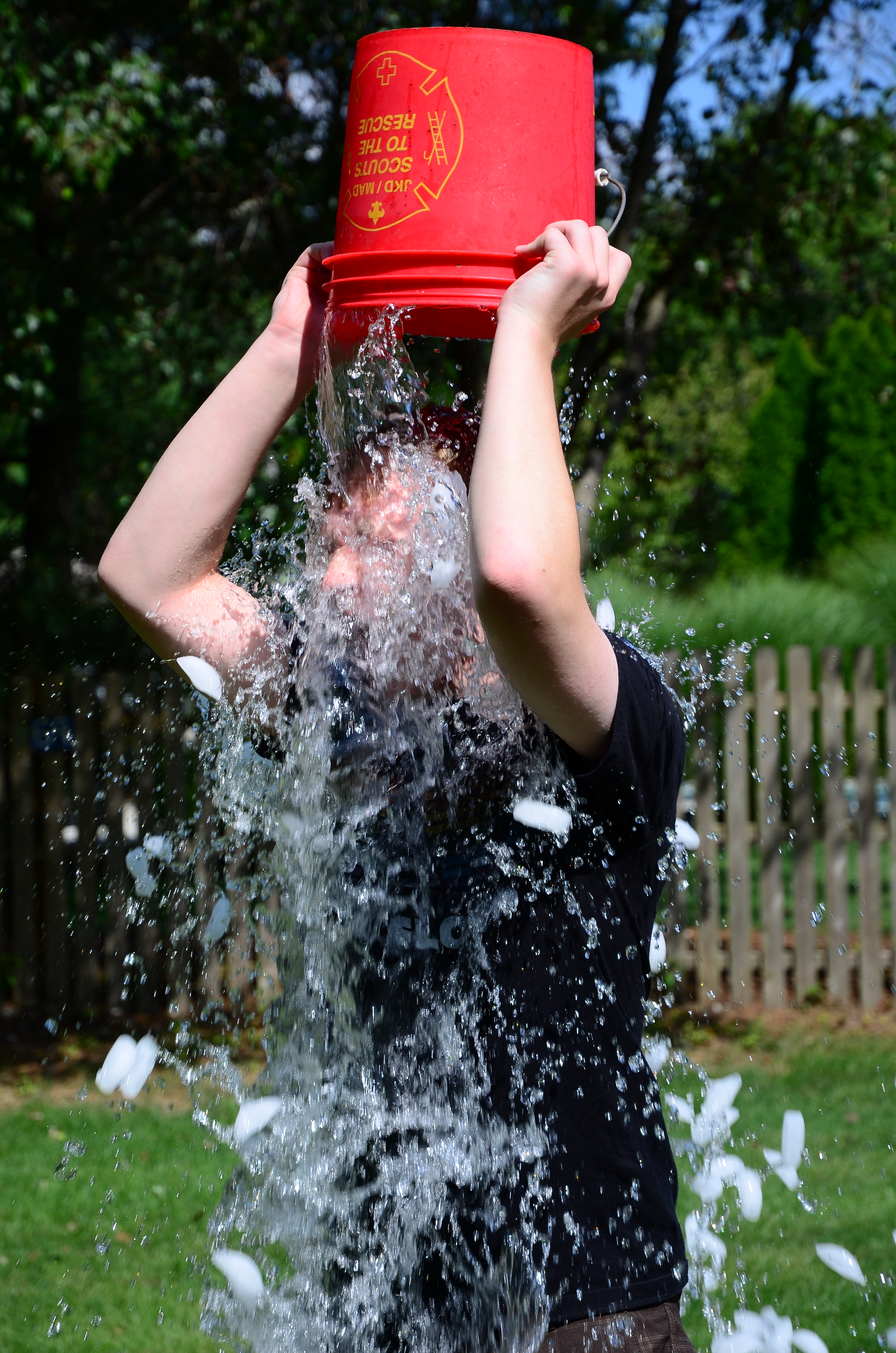
Ice Bucket Challenge — один з найбільш відомих челенджів

Челендж — особливий жанр відео, в яких виконуються так звані вірусні завдання. Блогер виконує на камеру трюк (наприклад, виливає на себе відро холодної води) і пропонує комусь із його знайомих або всієї аудиторії свого відео повторити цей трюк.
У челенджі учасник повинен виконувати завдання різного рівня складності. Зазвичай завдання формуються під впливом актуальних в даний час інтернет-трендів. Жанр цей має в першу чергу «розважальний характер і повинен потішити глядача». Блогер використовує челенджі, щоб домогтися довіри аудиторії, створити позитивний імідж свого каналу і бренду. Челендж побудований на діалозі з глядачем: блогер часто навіть знайомить аудиторію з учасником, що бере виклик, іноді вони вимовляють текст з заздалегідь написаного сценарію, який представляє собою парцеляції (стилістичний прийом поділу синтаксичної структури речення між учасниками комунікації).
До особливостей челенджу можна віднести:
- Наявність візуалізації. Існує закономірність відходу від передачі змісту з допомогою слів до передачі за рахунок статичних картинок або дій, зрозумілих без слів[11].
- Наявність популярних медійних особистостей: модний блогер, популярний голлівудський актор[11].
- Цікава подача і зміст (з'їсти ложку кориці, облитися холодною водою, набити рот їжею). В основі челенджу лежить дія, він має бути цікавим, динамічним, емоційним, а картинка — має інтригувати, змушувати задуматися над змістом[11].

## Спроби класифікації та оцінки челенджів
Американська дослідниця феномену гри Джейн МакГонігал  як перевагу челенджа зазначає, що будь-яка людина може створити челендж і запросити кого завгодно зіграти в нього. Серед челенджів вона виділяє:
- змагальні — учасник намагається заробити максимальну кількість очок,
- спільні, мета яких — стимулювати всіх учасників успішно завершити челендж до закінчення зазначеного терміну.

Челенджі можуть бути доступні для десятків тисяч учасників. Макгонігел налічувала понад сім тисяч створених користувачами публічних челенджів, у тому числі спільний челендж "Пробіжка навколо Землі, кожен учасник якого повинен пробігти 40 075 кілометрів до 2027 року. Особливий змагальний челендж для бігунів припускає, що вони виходять на пробіжку зі своїми собаками. Учасники навіть можуть формувати команди з певною породою собак. Челендж, на думку Джейн Макгонігел, дозволяє включити особисті цілі учасника в широкий соціальний контекст. Залежно від мотивації можна вибрати челендж, який підтримує дух суперництва або, навпаки, пробуджує відповідальність за товаришів по команді.
Макгонігел стверджувала, що рівний статус і довіра, існуючі в іграх, дають можливість учаснику відчути себе в безпеці. Це налаштовує на соціальні взаємодії з людьми, яких людина в реальному житті побоюється або уникає. В Middle East Gaming Challenge діти на Середньому Сході грають у спільні відеоігри (або онлайн або при особистій зустрічі). Організатори намагаються сприяти подоланню традиційного упередження арабських і єврейських школярів в ізраїлі. Діти піддаються впливу негативних стереотипів, навчаються у різних освітніх системах двох конфронтуючих угруповань. Ігровий челендж в цих умовах є першим позитивним досвідом, отриманим з однолітками з іншого релігійного та етнічного середовища.

## Приклади челенджів
Серед п'яти найпопулярніших челенджів до грудня 2015 року Дженніфер Шульман у статті в газеті New York Daily News виділяє:
- Челендж «Кориця» — вживання меленої кориці без води. Кориця сушить рот і горло, виникає кашель, блювоту, а вдихання кориці, що відбувається при цьому, призводить до ускладнення дихання і небезпеки пневмонії[15].
- Челендж «Найгостріший перець» — вживання найгостріших сортів перцю (рекомендувалося запивати його молоком, щоб запобігти таким проблемам, як рясний піт і кашель).
- Ice Bucket Challenge — кампанія волонтерського фандрайзингу, спрямована на підвищення обізнаності про бічний аміотрофічний склероз і фінансування фондів з дослідження цієї хвороби. Кампанія організована у формі челенджу, в якому людина, зазвичай отримавши іменний виклик, повинна облити себе цеберком крижаної води і зробити пожертвування[16].
- Челендж «Сіль и лід» — людина висипає кухонну сіль собі на руку, а потім кладе зверху шматок льоду і тримає максимально довго на відкритій шкірі. Челендж знімається на відео, а учасник в кінці називає ім'я того, кому робить виклик. Небезпека полягає в тому, що на шкірі залишаються сильні опіки, які досить складно піддаються лікуванню. Відео розміщується на YouTube і в соціальних мережах[17].
- Челендж, названий на честь 17-річної американської телезірки, моделі, підприємиці, учасниці шоу «Сімейство Кардашян» Кайлі Дженнер — учасниця засовує свої губи в шийку пластикової пляшки або вузької склянки, а після цього втягує повітря до тих пір, поки навколо рота не утворюється пухлина. Челендж може привести до серйозних пошкоджень губ[18].

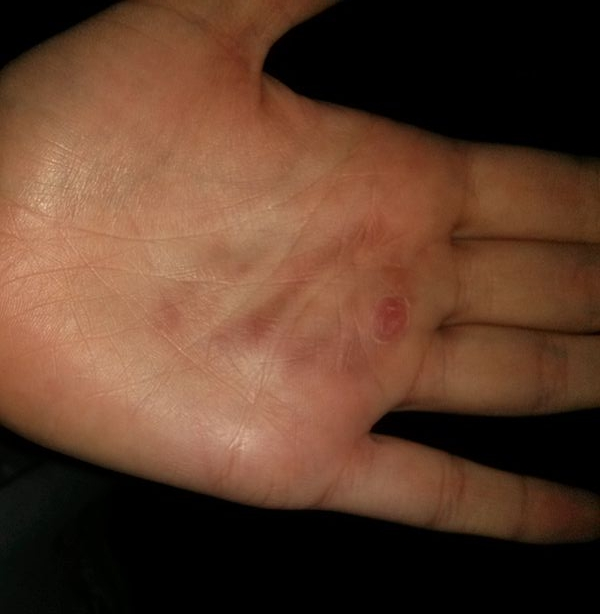
Наслідки челенджу «Сіль і лід»

Челендж «Підкидання пляшечки» став популярним у травні 2016 році. В інтернеті з'явився ролик з конкурсу шкільних талантів, де Майк Сенаторе з міста Шарлотт підкинув пляшку з переворотом. Користувачі почали кидати виклики друзям з вимогою повторити трюк. Ще один челендж — «Йога челендж», конкурс, який проводиться в соцмережах у певний період часу (від трьох днів до місяця), протягом якого учасники повторюють гімнастичні пози, запропоновані організатором, а потім викладають свої фото або відео і позначають їх хештегом.
Серйозну увагу правоохоронних органів і психологів, а також медіа, привернули в 2018 році:
- Момо — челендж у WhatsApp. Учасникам в ній пропонується виконувати різні екстремальні завдання, пов'язані з ризиком для психіки і життя. Є свідчення, що учаснику пропонується знімати себе на смартфон під час виконання цих екстремальних завдань[22][23].
- Fire challenge. Учасник обливає себе горючою рідиною, а потім підпалює її. Після цього він кидається у воду і намагається загасити полум'я. Друзі учасника фіксують це на відео, яке викладають в мережу[24][25].